# Bruinwit matje
Het bruinwit matje (Leptosporomyces fuscostratus) is een schimmel behorend tot de familie Atheliaceae. Het leeft saprotroof op dood naaldhout. Het komt voor in naaldbos en gemengd bos.

## Verspreiding
In Nederland komt het bruinwit matje zeldzaam voor.